# 萧王庙
29°42′12″N 121°21′23″E / 29.70333°N 121.35639°E
萧王庙是浙江省宁波市奉化区境内一处祠庙。庙宇位于奉化区萧王庙街道西首，始建于宋庆历二年，目前建筑为清代所建。庙宇供奉宋天禧年间奉化县令萧世显，因其治水，灭蝗，赈灾以至以身殉职。庙宇建筑共三进，面积1400余平方米。萧王庙庙会亦是奉化最为知名的庙会之一。
2005年3月，萧王庙成为第五批浙江省文物保护单位。